# Lipie (gromada w powiecie grójeckim)
Lipie – dawna gromada, czyli najmniejsza jednostka podziału terytorialnego Polskiej Rzeczypospolitej Ludowej w latach 1954–1972.
Gromady, z gromadzkimi radami narodowymi (GRN) jako organami władzy najniższego stopnia na wsi, funkcjonowały od reformy reorganizującej administrację wiejską przeprowadzonej jesienią 1954 do momentu ich zniesienia z dniem 1 stycznia 1973, tym samym wypierając organizację gminną w latach 1954–1972.
Gromadę Lipie z siedzibą GRN w Lipiu utworzono – jako jedną z 8759 gromad – w powiecie grójeckim w woj. warszawskim, na mocy uchwały nr VI/10/5/54 WRN w Warszawie z dnia 5 października 1954. W skład jednostki weszły obszary dotychczasowych gromad Aleksandrówka, Cesinów-Las, Głudna, Golianki, Goliany, Lipie, Rembowola, Różce, Sakówka, Trzylatków Duży, Trzylatków Parcela i Ziemięcin oraz wieś Machnatka z dotychczasowej gromady Machnatka ze zniesionej gminy Lipie w tymże powiecie. Dla gromady ustalono 23 członków gromadzkiej rady narodowej.
1 stycznia 1958 do gromady Lipie przyłączono wieś Wilkonice oraz kolonie Machnatka Parcele i Smolarnia ze zniesionej gromady Zalesie w tymże powiecie.
1 stycznia 1959 do gromady Lipie przyłączono wsie Sadków Kolonia i Sadków Szlachecki ze znoszonej gromady Jeziórka w tymże powiecie.
31 grudnia 1959 z gromady Lipie wyłączono wsie Sadków Kolonia i Sadków Szlachecki, włączając je do gromady Belsk Duży w tymże powiecie.
Gromada przetrwała do końca 1972 roku, czyli do kolejnej reformy gminnej.